# Карач-Барач (Мартынова)
Карач-Барач (также Мартынова, Карач; укр. Карач-Барач, крымскотат. Qaraç Baraç, Къарач Барач) — исчезнувший хутор в Джанкойском районе Республики Крым, располагавшееся на северо-западе района, в степном Крыму, примерно в полукилометре юго-восточнее современного села Колоски.

## История
Первое документальное упоминание селения встречается в Статистическом справочнике Таврической губернии. Ч.II-я. Статистический очерк, выпуск пятый Перекопский уезд, 1915 год, согласно которому на хуторе Карач (наследников Мартынова) Богемской волости Перекопского уезда числилось 3 двора с русским населением в количестве 12 человек приписных жителей и 44 «посторонних».
После установления в Крыму Советской власти, по постановлению Крымревкома от 8 января 1921 года № 206 «Об изменении административных границ» была упразднена волостная система и в составе Джанкойского уезда был создан Джанкойский район. В 1922 году уезды преобразовали в округа. 11 октября 1923 года, согласно постановлению ВЦИК, в административное деление Крымской АССР были внесены изменения, в результате которых округа были ликвидированы, основной административной единицей стал Джанкойский район и Карач включили в его состав. Согласно Списку населённых пунктов Крымской АССР по Всесоюзной переписи 17 декабря 1926 года, на хуторе Карач-Барач (бывший Мартынова), Караджинского сельсовета Джанкойского района, числилось 4 двора, население составляло 15 человек, все русские. Селение встречается на карте 1931 года, а на подробной карте РККА северного Крыма 1941 года уже подписан, как 21 участок (будущие Колоски) с 6 дворами — видимо, в ходе создания еврейских переселенческих участков два бывших хутора были объединены.